# Rødfodet sule
Rødfodet sule (Sula sula) er en havfugl, der lever på kysterne af tropiske områder. Vingefang ca. 150cm, og ca. 70cm fra næb- til halespids. Forekommer i mindst fire fjerdragtskombinationer: 
- En lys/hvid form, med hvid hale (se billedet af den siddende fugl)
- En brun form med hvid hale (se billedet af den flyvende fugl)
- En brun form med brun hale
- En hvid form med brun hale

Alle formerne har røde fødder, dog mindre udtalt udenfor yngletiden.